# Wspólnota Kościołów Ewangelickich w Europie
Wspólnota Kościołów Ewangelickich w Europie – wspólnota 94 europejskich Kościołów protestanckich. Założona 1 października 1974 roku, do 2003 roku istniała pod nazwą „Leuenberska Wspólnota Kościołów”. Skupia Kościoły luterańskie, reformowane, waldensów i ewangelicko-unijne, które podpisały Konkordię Leuenberską oraz kilka Kościołów metodystycznych, będących członkami na drodze odrębnego porozumienia. Do wspólnoty należy też pięć Kościołów południowoamerykańskich, założonych przez imigrantów z Europy.
Biuro organizacji znajduje się w Wiedniu. Sekretarzem generalnym jest Mario Fischer.